# Samnium
Samnium (oskicky Safinim, latinsky Samnium, italsky Sánnio) byla vnitrozemská oblast na jihu Apeninského poloostrova v Itálii, která byla domovem Samnitů, skupiny sabellských kmenů, kteří ovládali toto území zhruba mezi léty 600 př. n. l. až 290 př. n. l.

Úmístění Samnia (tmavě zelená) na mapě starověké Itálie

Samnium bylo ohraničeno Latiem na severu, Lukánií na jihu, Kampánií na západě a Apulií na východě. Mezi nejvýznačnější města Samnia náležely Bovianum (dnešní Bojano) a Maleventum, které bylo později Římany přejmenováno na Beneventum (dnešní Benevento). Po většinu svých dějin neměli Samnité přístup k moři, avšak po určitou krátkou dobu kontrolovali obě pobřeží italského poloostrova. Samnity tvořily z počátku čtyři kmeny: Pentri (nejdůležitější kmen s hlavním městem Bovianem), Caracani (klíčové sídlo Cluviae, moderní Casoli), Caudini a Hirpini (podle oskického slova pro vlka, s hlavním městem Beneventem). Později se k Samnitům připojili také Frentani. Hlavním sídlem samnitského kmenového svazu bylo Bovianum, s výjimkou krátkého období na přelomu 4. a 3. století př. n. l., kdy jej zastoupila Aquilonia zničená Římany v roce 293 př. n. l.

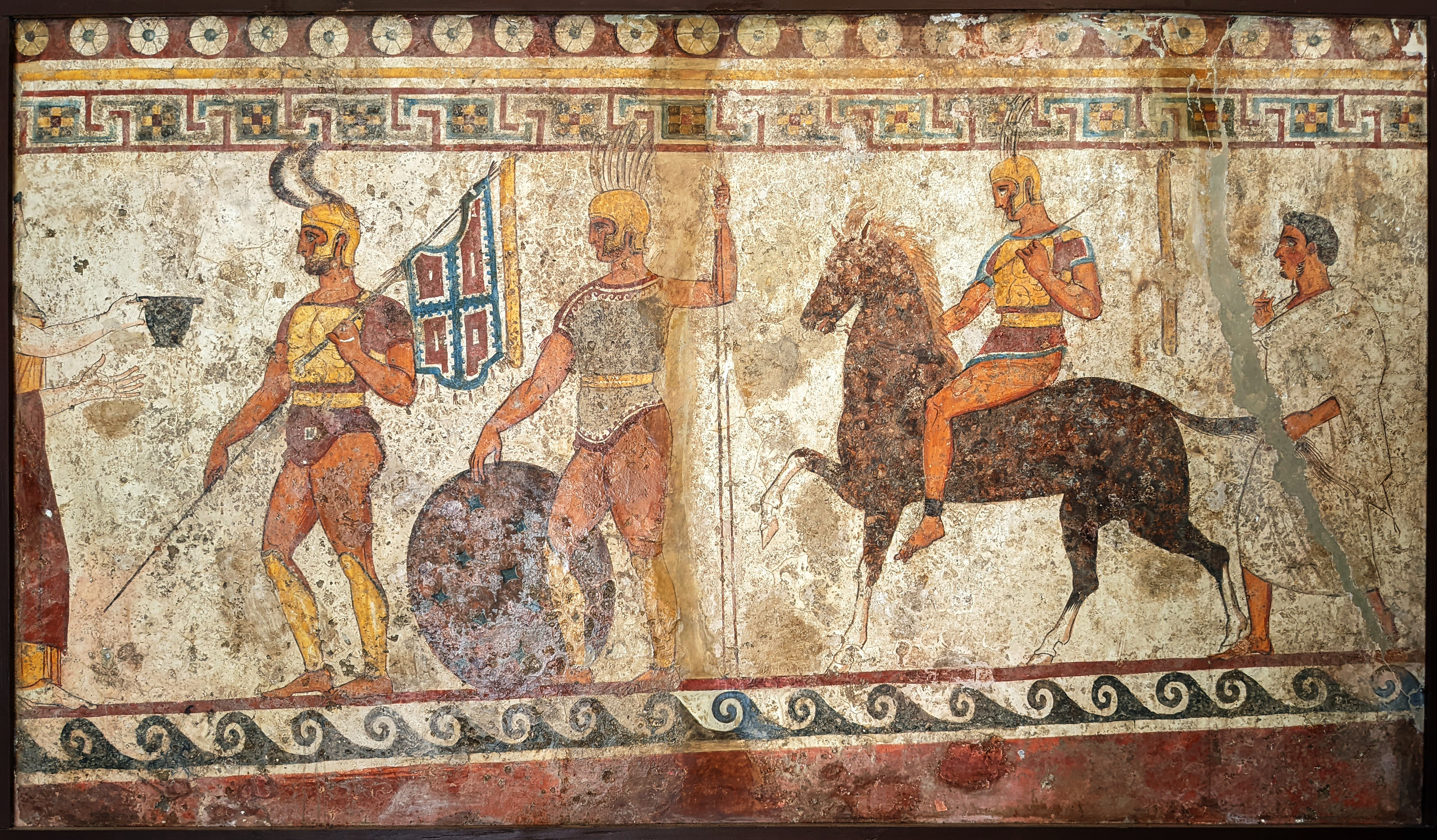
Samnitští vojáci na fresce ze 4. století př. n. l.

Nejstarší psaný záznam dokládající existenci Samnitů je smlouva z roku 354 př. n. l., v níž byla řeka Liris stanovena za hranici sfér vlivu mezi Římany a Samnity. Brzy poté propukly samnitské války. Samnité v nich dobyli nad římským vojskem několika vítězství: především v roce 321 př. n. l. v bitvě v Kaudijské soutěsce pod vedením Gavia Pontia, po níž dosáhla moc Samnitů svého největšího rozsahu. Teprve v roce 290 př. n. l. Římané konečně zlomili samnitský odpor. V roce 82 př. n. l. během římských občanských válek diktátor Lucius Cornelius Sulla zmasakroval mnoho Samnitů. Ničení, jež je tehdy postihlo, nabylo takového rozměru, že – jak bylo zaznamenáno –, „města Samnitů se změnila ve vesnice, a mnoho z nich zmizelo úplně“.